# Prescott Valley
Prescott Valley är en kommun (town) i Yavapai County, i delstaten Arizona, USA. Enligt United States Census Bureau har staden en folkmängd på 38 982 invånare (2011) och en landarea på 100 km².